# Perrero
Perrero là một đô thị ở tỉnh Torino trong vùng Piedmont, có vị trí cách khoảng 40 km về phía tây nam của Torino, nước Ý. Tại thời điểm ngày 31 tháng 12 năm 2004, đô thị này có dân số 779 người và diện tích là 63,4 km².
Perrero giáp các đô thị: Roure, Perosa Argentina, Massello, Pomaretto, Salza di Pinerolo, Prali, Pramollo, Angrogna, và Villar Pellice.